# گئورگ استامبولتسیان
گئورگ استامبولتسیان (ارمنی: Գևորգ Ստամբոլցյան زاده ۹ سپتامبر ۱۹۲۰ - درگذشته ۴ دسامبر ۱۹۸۵) یک بازیگر اهل ارمنستان بود. وی بین سال‌های ۱۹۶۲ تا ۱۹۸۴ میلادی فعالیت می‌کرد.

## زندگی‌نامه
وی در ۹ سپتامبر ۱۹۲۰ در ترکیه به دنیا آمد . وی همچنین برندهٔ جوایزی همچون هنرمند شایسته ارمنستان شوروی (۱۹۸۴) شده‌است. وی در ۴ دسامبر ۱۹۸۵ در سن ۶۵ سالگی در ایروان درگذشت.

## بخشی از فیلمشناسی
از فیلم‌ها یا برنامه‌های تلویزیونی که وی در آن نقش داشته‌است می‌توان به آثار زیر اشاره کرد.
- تژوژیک (۱۹۶۱)
- ستاره امید (۱۹۷۸)
- خاک و طلا (۱۹۸۴)